# Sindarin nyelv
A sindarin (angolul: Sindarin) egy J.R.R. Tolkien angol író, filológus, nyelvész által kidolgozott mesterséges nyelv. A tolkieni mitológiában a legáltalánosabban beszélt tünde nyelv a harmadkori Középföldén. Az elsőkorban a Beleriandban maradt szindák nyelve volt (a telerek leszármazottai, akik a tündék Nagy Vándorlása során elhagyták Középföldét). Mikor a noldák visszatértek Középföldére, átvették a sindarin nyelvet (bár továbbra is úgy tartották, hogy az eredeti anyanyelvük, a quenya sokkal szebb). 
A sindarin és a quenya közös tőről fakad (a két nyelvben sok hasonló szó is található), valószínűsíthetően mindkettő a korábbi közös telerinből ered. Bár az Amanban beszélt telerin nem nagyon tért el a quenyától, a sindarin jelentősen eltávolodott. Sokkal változékonyabb mint az ősnyelv, és számos regionális „dialektusa” volt. A Doriathban beszélt változata, a Doriathrin volt a legnemesebb közülük. A noldák eredeti nyelve, a quenya egyfajta „tünde latinná” vált, amelyet ünnepélyes alkalmakkor, vagy például a költészetben használtak.
A hanyatlás előtt a Númenori emberek többsége is beszélte a sindarint, amelyet később Gondorban is ismertek (főleg a tanultak). A Gyűrűk Urában Tolkien egyszerűen „the Elven-tongue” (a tündék beszéde) néven hivatkozik a sindarinra.
Tolkien eredeti elképzelése szerint azt a nyelvet, amelyből a sindarin kifejlődött, a noldák beszélték (a tündék második klánja), de később úgy döntött, hogy a szindák nyelve volt. Ez az oka annak, hogy a régebbi műveiben még noldorinnak hívták a nyelvet, mint például az Etymologiesban. Mikor a noldorinból sindarin lett, ezzel együtt átvette az (eredetileg vele kapcsolatban nem levő) ilkorin nyelv néhány sajátosságát. A noldorin/sindarin nyelv grammatikailag és fonológiailag leginkább a walesi nyelvvel rokon, amelyből Tolkien a hangzását és nyelvtana egy részét kölcsönözte (Tolkiennek – a quenya után – a walesi volt az egyik kedvenc nyelve). 
A sindarinra ezenkívül valószínűleg hatással voltak a germán nyelvek, mivel Tolkien az óangol, óészaki és gót nyelvek mestere is volt. A sindarin agglutináló és izoláló jellegű nyelv, gyakoriak benne a magán- és mássalhangzóváltások, amelyek a kelta nyelvekre (főleg a bretonra) jellemzőek. Nyelvtana a quenya nyelvhez képest kevésbé kidolgozott, szókincse jelenleg körülbelül 2500 szó. Lejegyzésére a noldák Középföldére való visszatérte előtt eredetileg a Cirth rúnákat használták, később általában a Tengwar ábécét.

## Hangtan

### Magánhangzók
A harmadkori sindarinban hat különböző magánhangzó és hat kettőshangzó volt. Archaikus változatában található egy hetedik magánhangzó is (a Szilmarilokban szerepel néhány szóban). Legtöbbjük előfordulhat rövid (például a, u, œ), hosszú (például é, ó, ý) és különösen hosszú (például â, î vagy ô) alakban (utóbbi főként hangsúlyos egy szótagú szavakban).
A quenyával ellentétben (ahol a hosszú é és ó különbözik a rövid e és o hangtól) a sindarinban csak hosszban van különbség.
| Magánhangzó | IPA     | Kettőshangzó | IPA         |
| ----------- | ------- | ------------ | ----------- |
| a           | / ɑ /?* | ai           | /ɑi/ (/ɑj/) |
| e           | / ɛ /?* | ae           | /ɑɛ/        |
| i           | / i /?* | ei           | /ɛi/ (/ɛj/) |
| o           | / ɔ /?* | oe           | /ɔɛ/        |
| u           | / u /?* | ui           | /ui/ (/uj/) |
| y           | / y /?* | au           | /ɑu/        |
| œ           | / œ /?* | œi           | /œi/ (/œj/) |

A kettőshangzók mindig ereszkedőek, az első magánhangzó hangsúlyos. Az itt felsoroltakon kívül minden más magánhangzó-kombináció külön szótagként ejtendő, nem kettőshangzó.

### Mássalhangzók
Tolkien többféleképpen írta le a hangokat, főként a mássalhangzókat. A következő listában a legtöbb ismert változat szerepel.
A kétszer egymás után írt mássalhangzókat hosszabban kell ejteni. A hosszú „f” általában ph, és az mm-et csak az archaikus sindarinban ejtették hosszan, a harmadkorban nem.
| Mássalhangzó | IPA     | Mássalhangzó | IPA             |
| ------------ | ------- | ------------ | --------------- |
| p            | / p /?* | hw           | / ʍ /?*         |
| b            | / b /?* | m            | / m /?*         |
| t            | / t /?* | n            | / n /?*         |
| d            | / d /?* | ng           | / ŋ /?*         |
| c            | / k /?* | s            | / s /?*         |
| g            | / g /?* | h            | / h /?*         |
| i            | / j /?* | w            | / w /?*         |
| f, ph        | / f /?* | l            | / l /?*         |
| v, -f (bh)   | / v /?* | lh           | / l̥ /¹, / ɬ /?* |
| th (þ)       | / θ /?* | r            | / r /?*         |
| dh           | / ð /?* | rh           | / r̥ /¹, / ɹ̥ /¹  |
| ch           | / x /?* |              |                 |

¹ A / ̥ / (képként: /  /) diakritikus jel úgy módosítja a hangot, mintha erős suttogás lenne; például / l̥ / a tibeti Lhasa szóban.

## Nyelvjárásai
A sindarin sokkal változékonyabb, mint a régebbi nyelv, és többféle helyi „dialektusa” létezik. Az Első Kor során a következő nyelvjárásokat beszélték:
- Doriathrin, avagy Doriath nyelve, a sindarin egy sok archaikus formát megőrző változata, „a nyelv legnemesebb formája”
- Falathrin, avagy Falasi dialektus, később Nargothrondban is beszélték
- Északi sindarin, eredetileg Dorthonionban és Hithlumban beszélték a szindák, sok egyedi szót tartalmazott, a beleriandi szindák számára nem is volt teljesen érthető

A nolda befolyás hatására – a Doriathrint kivéve – a dialektusok változtak, és sok quenya jellegzetességet átvettek, csakúgy, mint olyan egyedi hangváltásokat, amelyeket a noldák dolgoztak ki (akik szerették alakítani a nyelveket). Miután a noldák és a szindák szétszóródtak a későbbi beleriandi csaták során, a különböző dialektusok eltűntek. A Balar szigeti menedékekben és a Sirion Hasadékaiban egy új nyelvjárás alakult ki, amely főként a Falathrinra hasonlított. A Másodkorban és a Harmadkorban a sindarin volt a közvetítő nyelv (lingua franca) a tündék és barátaik között, míg ki nem szorította a közös nyelv (a nyugori, amelynek őse – a sindarin befolyás hatására megváltozott – Adûnaic nyelv volt).
Maga a „sindarin” szó quenya eredetű, jelentése „a szindáknak”. A sindarin szó a nyelvre valószínűleg az „Edhellen” volt („tünde [beszéd]”).

## Fordítás
- Ez a szócikk részben vagy egészben a Sindarin című angol Wikipédia-szócikk fordításán alapul.  Az eredeti cikk szerkesztőit annak laptörténete sorolja fel. Ez a jelzés csupán a megfogalmazás eredetét és a szerzői jogokat jelzi, nem szolgál a cikkben szereplő információk forrásmegjelöléseként.